# 佛教黃焯菴小學
佛教黃焯菴小學（英語：Buddhist Wong Cheuk Um Primary School），是一所位於香港銅鑼灣東院道11號的男女子津貼小學。該校於1959年創立，毗鄰香港大球場、佛教黃鳳翎中學以及官立嘉道理爵士小學，是香港佛教聯合會創辦的第二所佛教小學（第一所為位於灣仔的中華佛教義學）。2005年開始與佛教黃鳳翎中學結為一條龍學校。2016年與廣東省佛山市佛科院附屬實驗學校結為姊妹學校。

## 校政管理
歷任校監
- 永遠榮譽校監：釋覺光 法師
- 1959年至1967年：陳靜濤 先生[6]
- 1967年至1997年：黃允畋 先生
- 1997年至2005年：釋永惺 法師[7]
- 2005年至今：釋演慈 法師

歷任校長（上午校）
- 1959年至1978年2月：黃錦屏 女士[8]

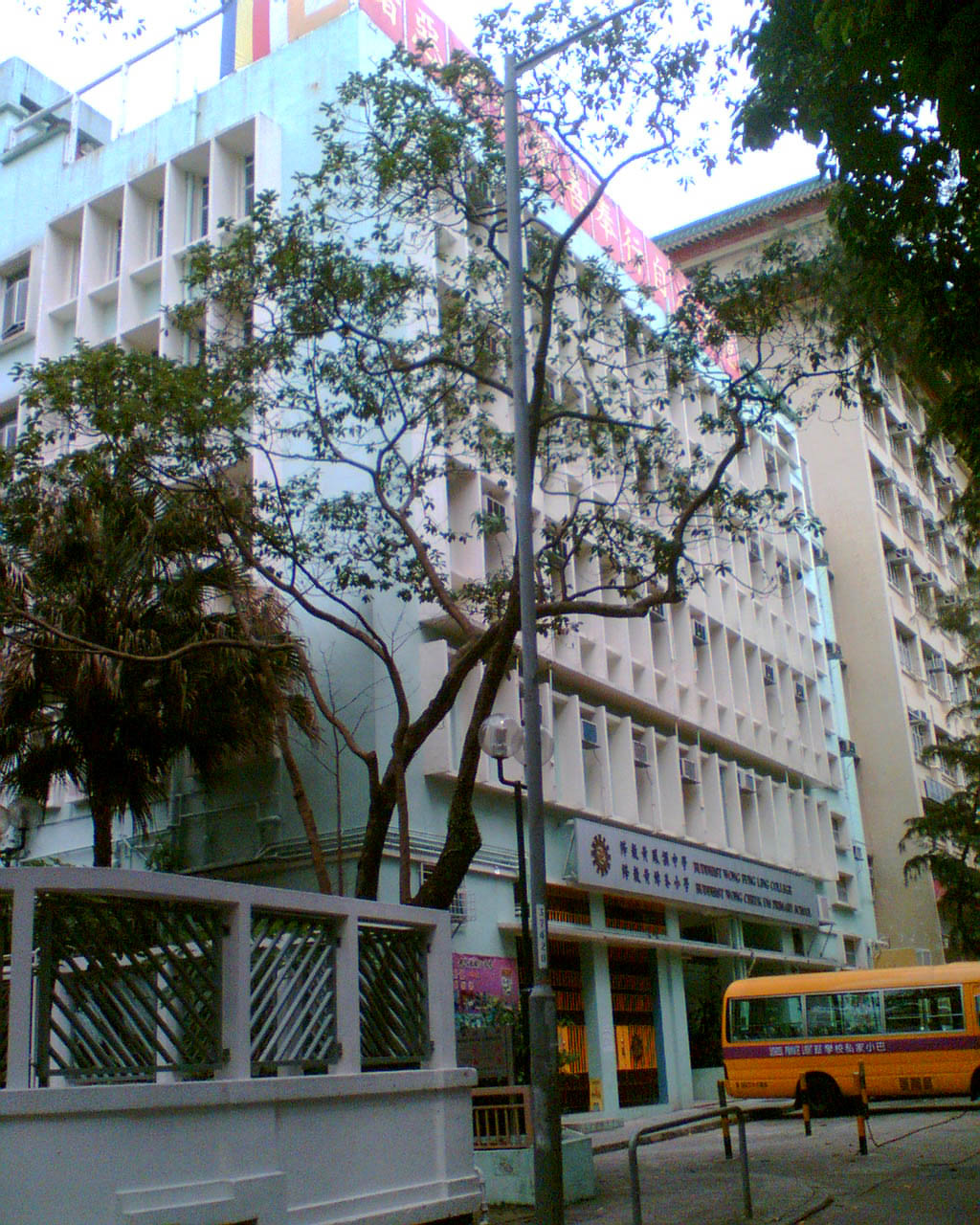
翻油前的校舍外觀

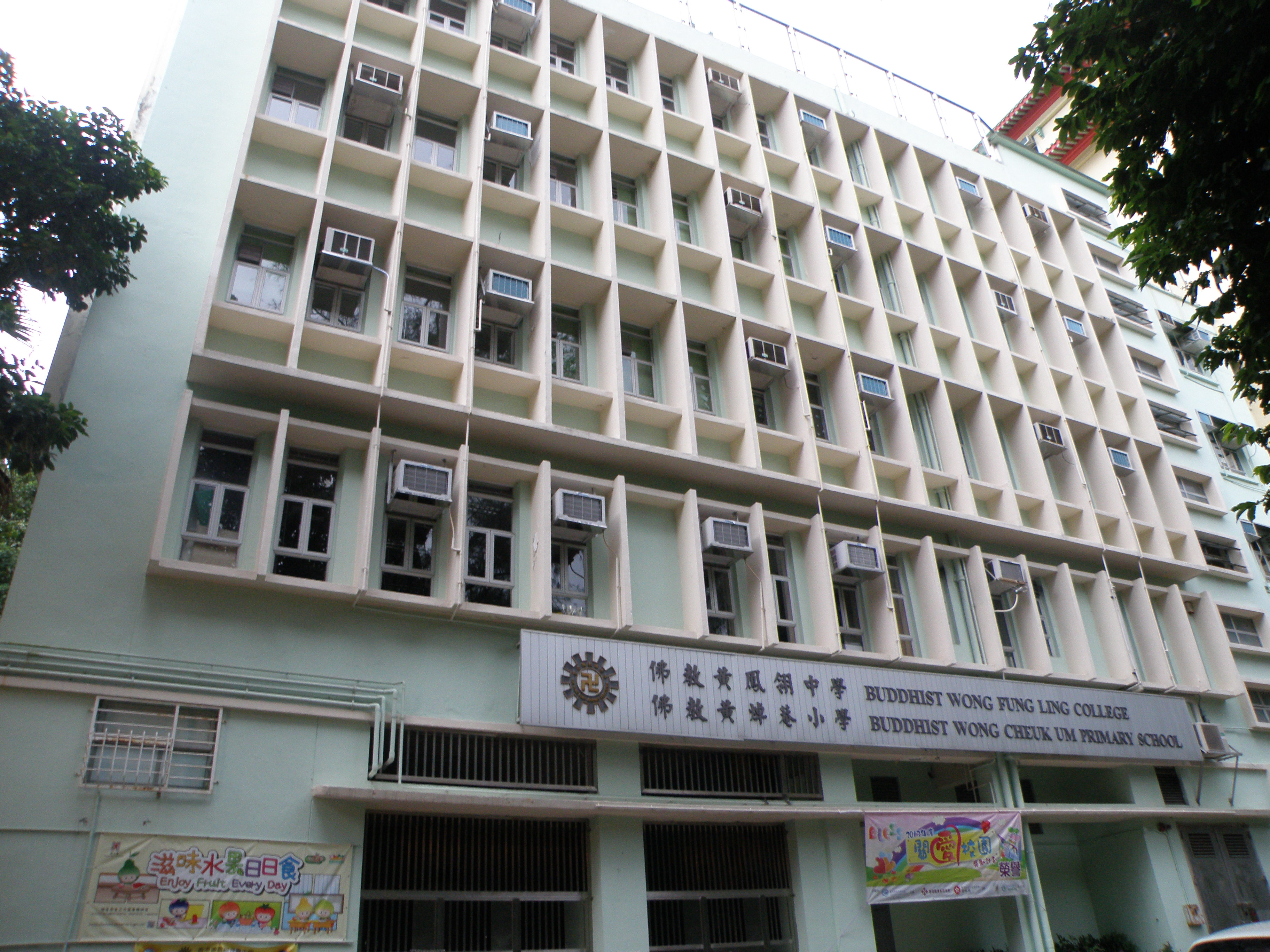
翻油後的校舍外觀

- 1978年2月至1982年11月：梁乃江 先生
- 1982年11月至1997年5月：趙士漳 先生
- 1997年5月至2003年：黃集芬 先生[9][7]

歷任校長（下午校）
- 1959年至1971年：陳君傚 先生[10]
- 1971年至1978年2月：黃錦屏 女士
- 1978年2月至1982年11月：梁乃江 先生
- 1982年11月至1997年5月：趙士漳 先生
- 1997年5月至1998年：黃集芬 先生
- 1998年至2001年：杜家慶 先生[9][11]
- 2001年至2003年：丘芍雯 女士

歷任校長（全日制）
- 2004年至2007年：丘芍雯 女士（2003年至2004年上下午校混合過渡期）
- 2007年至2013年：容佩琼 女士[9]
- 2013年至2018年：陳瑞良 先生[12]
- 2018年至2022年：許定國 先生[13]
- 2022年至今：何倩儀 女士[14]

歷任副校長
- 至2001年：丘芍雯 女士[9]
- 至2021年：傅立圻 先生

## 校訓
明智（明平等智）
明白一切眾生的佛性沒有無差別，只要去除我見和對事物之執著便能啟發智慧，明白事理。
顯悲（顯同體悲）
對他人之事或痛苦感同身受，並以常恒不捨的心態為人拔除困苦之心。

## 學校歷史
1956年， 香港佛教聯合會前副會長王學仁徵得黃鳳翎捐出金錢興建一所佛教學校。覺光法師、陳靜濤、黃允畋、馮公夏、林楞真等人後來組織籌劃建校委員會。在時任立法局議員羅文錦的支持下，教育署撥地二萬四千餘呎及資助款項，且核准學校成為津貼小學。前後花了三年時間完成建校過程，於1959年9月正式開課。為紀念黃鳳翎慷慨捐獻三十五萬興建中小學時的部分經費，香港佛教聯合會決定為中學部冠名為「佛教黃鳳翎中學」，而小學部則以其弟、前太古洋行經理黃焯菴之名來命名（以紀念他生前捐出九十二萬元經費），所以名為「佛教黃焯菴小學」。辦學初期，該校與其他小學一樣以半日制形式上課，直至2004年9月正式實施全日制上課。翌年，即2005年9月年開始實施「一條龍」辦學模式，畢業生可選擇升讀連繫中學佛教黃鳳翎中學。
佛教黃焯菴小學在2010年代往後以「樂學．樂玩」為學習的理念，學生於上午上課時段會學習不同學科，下午則會獲安排參與多元智能課、功課導修環節、午間閱讀、跨學科專題研習以及其他課外活動。2019年初，校方引入由國立臺灣大學教授葉丙成團隊研發的「PaGamO 電競學習平台」，通過遊戲讓教師了解學生於不同學科的表現，以提供針對性的教學支援。另外，該校較活躍於推廣環保運動，自2000年代中期起連續逾十年獲得香港綠色學校獎。亦得到香港綠色機構認證卓越級別減廢證書和2015年香港環境卓越大奬。2015年為推動天文教育發展，把「天文學堂」列為常規課程；學生能夠在「數碼立體星象館」培養對星空探索的興趣。

## 校園設施
佛教黃焯菴小學與佛教黃鳳翎中學相連，由於後者校舍建立早期的設施有限，故此跟前者共用禮堂與操場。小學的校園設施如下：
| (1)                                                           | (2)                                                       | (3)                                                                           |
| ------------------------------------------------------------- | --------------------------------------------------------- | ----------------------------------------------------------------------------- |
| - 十二間課室 - 英語室 - 音樂室 - 視藝室 - 圖書館 - 玩具圖書館 | - 禮堂 - 操場 - 教員室 - 校長室 - 學生活動室 - 輔導教學室 | - 數碼星象館 - 電子跳繩裝置 - 校園電視台 - 天台花園 - 魚菜共生區 - 天台氣象站 |

## 著名/傑出校友
該校舊生會於2005年成立，以下為部分著名/傑出校友：
- 李錦聯（1971年上午校）：香港廚師及演員[註 1][2]
- 楊振耀（1966年）：香港廣播主持人[註 2]
- 馬家輝（1975年）：香港文化傳媒人、香港城市大學中國文化中心助理主任
- 梁挺雄，BBS，JP（1970年下午校）：香港中文大學中醫學院教授、香港中文大學中醫學院院長、前衛生防護中心監測及流行病學處主任及總監、前衛生署副署長[5][25]
- 黃徐玉娟，SBS，JP（1967年下午校）：前庫務署署長[26][27]
- 黃鎮南，JP（1967年下午校）：香港律師、優質教育基金督導委員會主席、行政長官卓越教學獎督導委員會主席、學術及職業資歷評審上訴委員會主席[5][28][27]
- 何海基：南豐中國行政總裁、豐資源（南豐資源）行政總裁[3]
- 何秀蘭（1965年上午校）：前香港立法會及區議會議員[29]
- 馬健雄（1965年下午校）：香港科技大學人文學部副教授[29]
- 黃毅瑜：美國電視劇監製
- 梁民煒：前上水官立中學及龍翔官立中學校長[30]
- 方令正（1967年上午校）：香港電視編劇及電影導演[27]
- 張滿源：香港男演員[31]

## 外部連結
- 佛教黃焯菴小學校網 （页面存档备份，存于）
- 佛教黃焯菴小學的Facebook專頁
- 佛教黃焯菴小學校友會
- 佛教黃焯菴小學校友會聚會 （页面存档备份，存于）